# 天文年鑒
《天文年鑒》（英語：Astronomical Almanac）是英國水文局出版的年鑒；它還包括來自世界各地的許多科學家提供的數據。第七頁列出了各部分的主要貢獻者：英國皇家航海年鑒辦公室；美國海軍天文台航海年鑒辦公室；加利福尼亞理工學院噴射推進實驗室；國際天文學聯合會基礎天文學標準（Standards Of Fundamental Astronomy，SOFA）；巴黎天文台的塞萊斯特與阿爾卑斯山醫學研究所；麻塞諸塞州劍橋市小行星中心。它被認為是基礎天文數據的全球資源，經常是第一個收錄國際天文學聯合會新決議的出版品。年鑒主要包含基於JPL太陽系集成「DE440」（創建於2020年6月）的太陽系星曆表，以及選定的恆星和銀河外星系天體的目錄。這些資料在不同的部分出現，而每一部分都涉及一個特定的天文類別。這本書還包括對資料的參考文獻、解釋和例子。它過去可以提前一年發佈，但現時的2024年版本只提前一個月，在2023年12月才發佈。 
《線上天文年鑒》是印刷版的配套書籍。它旨在擴大出版品的範圍，而不是重複數據。除了輔助資訊外，《線上天文年鑒》還擴展了印刷版，提供了以機器可讀形式呈現的最佳數據。
2024年印刷版的年鑒第四頁指出：「截至2023年1月，《天文年鑒》的網路伴侶已被撤回。」 

## 出版內容
A章節 現象：
包括有關季節、月相、行星配置、食、水星或金星凌日、日出/日落、月亮升起/日落時間和曙暮光時間的資訊。許多這些數據的預印本出現在「天文學現象」中，另一份是USNO和HMNAO聯合的出版品。
B章節 時間刻度和座標系統：
包含行事曆資訊、時間尺度之間的關係、世界時和恆星時、地球自轉角度、各種天體坐標系的定義、坐標系偏差、進動、章動、傾角、中間系統、地球的位置和速度以及北極星的座標。許多這些數據的預印本也出現在「天文現象」中。
C章節 太陽：
涵蓋了太陽的詳細位置資訊，包括黃道和赤道座標、物理星曆表、地心直角座標、中天時間和均時差。
D章節 月球：
包含月球的詳細位置資訊，包括相位、軌道和自轉的平均元素、平均月長、黃道和赤道座標、天秤動和物理星曆表。
E章節 行星：
由每顆主要行星的詳細位置資訊組成，包括密切軌道要素、日心黃道和地心赤道座標以及物理星曆表。
F章節 天然衛星：
涵蓋了火星、木星、土星（包括土星環）、天王星、海王星和冥王星衛星的位置資訊。
G章節 矮行星和太陽系小天體：
包括選定的矮行星位置和物理數據、明亮小行星和週期彗星的位置資訊。
H章節 恆星和恆星系統：
包含明亮恆星、雙星、UBVRI標準、ubvy和Hβ標準、分光光度標準、徑向速度標準、變星、系外行星和主星、明亮星系、疏散星團、球狀星團、ICRF2電波源位置、電波通量校準器、X射線源、類星體、脈衝星和伽馬射線源等的平均位置。
J章節 觀察站：
原本是一個按字母順序和國家分列的天文台名稱、位置、MPC程式碼和儀器的全球索引。但如2024年印刷版第J1頁所述，本章節現已删除：「我們目前正在為《天文年鑒》未來版本中可能出現的新內容保留J章節。「第四頁給出了解釋」：「J章節 觀察站：本章節已被删除，因為它已經嚴重過時，而且不清楚靜態的天文台清單是否還是一項有用的服務。」  
K章節 表格和數據：
包括儒略曆日、選定的天文常數、時間尺度之間的關係、天極座標、地球座標的簡化、插值方法、向量和矩陣。
L章節 注釋和參攷：
對年鑒中發現的資料來源的數據和參考文獻進行了注釋。
M章節 字彙：
包含許多單詞和短語的術語和定義，重點是位置天文學。 

## 出版的歷史
《天文年鑒》是英美《航海年鑒》的直系後裔。英國的《航海年鑒和天文星曆》自1766年以來一直出版，並於1960年更名為《天文星曆》。《美國星曆和航海年鑒》自1852年以來一直出版。1981年，英國和美國的出版品合併為《天文年鑒》。"。

## 天文年鑒解釋性補充
《天文年鑒解釋性補充》，現時在其第三版（2013年）中，詳細討論了《天文年鑒》使用的用法和數據簡化方法。它涵蓋了它的歷史、意義、來源、計算方法和數據的使用。由於《天文年鑒》主要列印位置數據，這本書詳細介紹了獲取天文位置的科技。該增刊的早期版本於1961年和1992年出版。

## 外部連結
- The Astronomical Almanac (official publication at U.S. Naval Observatory website) （页面存档备份，存于）
- The Astronomical Almanac Online (official publication online at Her Majesty's Nautical Almanac Office website) 的存檔，存档日期2022-11-11 (all of its links are now dead).